# I liga polska w piłce siatkowej kobiet (1974/1975)
I liga polska w piłce siatkowej kobiet 1974/1975 – 39. edycja rozgrywek o mistrzostwo polski w piłce siatkowej kobiet.

## Drużyny uczestniczące
| | I liga 1974/1975 |   |      |
| --- | ---------------- | - | ---- |
| MIL | Płomień Milowice | 1 | PEMK |
| ŁÓD | Start Łódź       | 2 | PEZP |
| WAR | AZS AWF Warszawa | 3 |      |
| ŚWI | Polonia Świdnica | 4 |      |
| WAR | Spójnia Warszawa | 5 |      |
| WRO | Odra Wrocław     | 6 |      |
| | Awans z II ligi  |   |      |
| KRA | Wisła Kraków     | 7 |      |
| ŁÓD | ŁKS Łódź         | 8 |      |
| Oznaczenia: - kolumna pierwsza – skróty nazw drużyn wpisane na mapie (jeśli ta została zamieszczona), - kolumna trzecia – miejsce zajęte przez daną drużynę w poprzednim sezonie. |                  |   |      |

## Rozgrywki
Tabela
| Lp. | Drużyna          | Pkt | Mecze | Mecze | Mecze | Sety | Sety | Sety  |
| Lp. | Drużyna          | Pkt | M     | W     | P     | wyg. | prz. | ratio |
| --- | ---------------- | --- | ----- | ----- | ----- | ---- | ---- | ----- |
| 1   | Płomień Milowice | 46  | 26    | 20    | 6     | 66   | 33   | 2.000 |
| 2   | AZS AWF Warszawa | 42  | 26    | 16    | 10    | 55   | 45   | 1.222 |
| 3   | Polonia Świdnica | 41  | 26    | 15    | 11    | 59   | 41   | 1.439 |
| 4   | Start Łódź       | 41  | 26    | 15    | 11    | 56   | 53   | 1.057 |
| 5   | Wisła Kraków     | 41  | 26    | 15    | 11    | 60   | 47   | 1.277 |
| 6   | Odra Wrocław     | 38  | 26    | 12    | 14    | 48   | 55   | 0.873 |
| 7   | Spójnia Warszawa | 34  | 26    | 8     | 18    | 44   | 60   | 0.733 |
| 8   | ŁKS Łódź         | 29  | 26    | 3     | 23    | 20   | 73   | 0.274 |

     spadek do II ligi

## Klasyfikacja końcowa
| Miejsce | Drużyna          |
| ------- | ---------------- |
| 1.      | Płomień Milowice |
| 2.      | AZS AWF Warszawa |
| 3.      | Polonia Świdnica |
| 4.      | Start Łódź       |
| 5.      | Wisła Kraków     |
| 6.      | Odra Wrocław     |
| 7.      | Spójnia Warszawa |
| 8.      | ŁKS Łódź         |

     spadek do II ligi